# ДСТУ 3018
ДСТУ 3018–95 «Видання. Поліграфічне виконання. Терміни та визначення» — з 1995 по 2017 рік діяв як Державний стандарт України. У 2017 році його замінив ДСТУ 8344.
ДСТУ 3018–95 Затверджено і введено в дію наказом Держстандарту України № 58 від 23 лютого 1995 року. Розроблений і внесений Українським науково-дослідним інститутом поліграфічної промисловості ім. Т. Шевченка (УНДІПП ім. Т. Шевченка). Розробники: В. Й. Запоточний, канд. техн. наук, Л. М. Тяллєва, Н. Й. Куновська, Л. М. Лопушинська.